# مرتضی محمودی (نماینده مجلس اول)
مرتضی محمودی (زاده ۱۳۳۰ گیلانغرب) نمایندهٔ سابق حوزۀ انتخابیۀ قصرشیرین، سرپل ذهاب و گیلانغرب در دورهٔ یکم مجلس شورای اسلامی بوده‌است.